# Жас
Жас (каз. Жас) — село у складі Казталовського району Західноказахстанської області Казахстану. Входить до складу Караузенського сільського округу.
У радянські часи село називалось Коктерек.
Населення — 270 осіб (2021; 381 у 2009, 433 у 1999, 446 у 1989).